# Pseudostenophylax fimbriatofalcatus
Pseudostenophylax fimbriatofalcatus là một loài Trichoptera uit
de familie Limnephilidae. Chúng phân bố ở miền Ấn Độ - Mã Lai.